# Temporada 1990-91 de los Phoenix Suns
La temporada 1990-91 fue la vigesimotercera de los Phoenix Suns en la NBA. La temporada regular acabó con 55 victorias y 27 derrotas, ocupando el cuarto puesto de la Conferencia Oeste, clasificándose para los playoffs en los que cayeron en primera ronda ante Utah Jazz.

## Elecciones en elDraft
| Ronda | Puesto | Jugador         | Posición  | Nacionalidad   | Universidad/Club    |
| ----- | ------ | --------------- | --------- | -------------- | ------------------- |
| 1     | 21     | Jayson Williams | Ala-Pívot | Estados Unidos | St. John's          |
| 2     | 31     | Negele Knight   | Base      | Estados Unidos | Dayton              |
| 2     | 48     | Cedric Ceballos | Alero     | Estados Unidos | Cal State-Fullerton |
| 2     | 50     | Miloš Babić     | Pívot     | Yugoslavia     | Tennessee Tech      |

## Temporada regular
| División Pacífico        | División Pacífico | División Pacífico | División Pacífico | División Pacífico | División Pacífico | División Pacífico | División Pacífico | División Pacífico |
| Equipo                   | G                 | P                 | %                 | PD                | Casa              | Fuera             | Div               |                   |
| ------------------------ | ----------------- | ----------------- | ----------------- | ----------------- | ----------------- | ----------------- | ----------------- | ----------------- |
| y-Portland Trail Blazers | 63                | 19                | .768              | —                 | 36–5              | 27–14             | 18-10             |                   |
| x-Los Angeles Lakers     | 58                | 24                | .707              | 5                 | 33–8              | 25-16             | 19-9              |                   |
| x-Phoenix Suns           | 55                | 27                | .671              | 8                 | 32–9              | 23-18             | 17–11             |                   |
| x-Golden State Warriors  | 44                | 38                | .537              | 19                | 30–11             | 14–27             | 13–15             |                   |
| x-Seattle SuperSonics    | 41                | 41                | .500              | 22                | 28-13             | 13–28             | 12-16             |                   |
| Los Angeles Clippers     | 31                | 51                | .378              | 32                | 23–18             | 8-33              | 10-18             |                   |
| Sacramento Kings         | 25                | 57                | .305              | 38                | 24-17             | 1–40              | 9–19              |                   |

## Playoffs

### Primera ronda
Phoenix Suns vs. Utah Jazz 
| Fecha       | Partido                        | Ciudad         |
| ----------- | ------------------------------ | -------------- |
| 25 de abril | Phoenix Suns 90, Utah Jazz 129 | Phoenix        |
| 27 de abril | Phoenix Suns 102, Utah Jazz 92 | Phoenix        |
| 30 de abril | Utah Jazz 107, Phoenix Suns 98 | Salt Lake City |
| 2 de mayo   | Utah Jazz 101, Phoenix Suns 93 | Salt Lake City |
|             | Utah Jazz gana las series 3-1  |                |

## Estadísticas

### Temporada regular
| Rk | Jugador           | Edad | P  | PT | MP   | TC  | TCI  | %TC   | T3  | T3I | %T3  | TL  | TLI | %TL   | RO  | RD  | RT  | AS   | RB  | TAP | BP  | FP  | PTS  |
| -- | ----------------- | ---- | -- | -- | ---- | --- | ---- | ----- | --- | --- | ---- | --- | --- | ----- | --- | --- | --- | ---- | --- | --- | --- | --- | ---- |
| 1  | Kevin Johnson     | 24   | 77 | 76 | 36.0 | 7.7 | 14.9 | .516  | 0.1 | 0.6 | .205 | 6.7 | 8.0 | .843  | 0.7 | 2.8 | 3.5 | 10.1 | 2.1 | 0.1 | 3.5 | 2.3 | 22.2 |
| 2  | Jeff Hornacek     | 27   | 80 | 77 | 34.2 | 6.8 | 13.1 | .518  | 0.8 | 1.8 | .418 | 2.5 | 2.8 | .897  | 0.9 | 3.1 | 4.0 | 5.1  | 1.4 | 0.2 | 1.6 | 2.3 | 16.9 |
| 3  | Tom Chambers      | 31   | 76 | 75 | 32.6 | 7.3 | 16.7 | .437  | 0.3 | 1.0 | .274 | 5.0 | 6.0 | .826  | 1.4 | 5.1 | 6.4 | 2.6  | 0.9 | 0.7 | 2.3 | 3.1 | 19.9 |
| 4  | Xavier McDaniel   | 27   | 66 | 64 | 31.9 | 6.8 | 13.6 | .503  | 0.0 | 0.1 | .000 | 2.2 | 3.0 | .727  | 2.1 | 5.1 | 7.2 | 2.3  | 0.8 | 0.6 | 2.2 | 3.2 | 15.8 |
| 5  | Dan Majerle       | 25   | 77 | 7  | 29.6 | 5.2 | 10.7 | .484  | 0.4 | 1.1 | .349 | 2.9 | 3.9 | .762  | 2.2 | 3.2 | 5.4 | 2.8  | 1.4 | 0.5 | 1.5 | 2.1 | 13.6 |
| 6  | Mark West         | 30   | 82 | 64 | 23.9 | 3.0 | 4.7  | .647  | 0.0 | 0.0 |      | 1.6 | 2.5 | .655  | 2.1 | 4.8 | 6.9 | 0.5  | 0.4 | 2.0 | 1.0 | 3.2 | 7.7  |
| 7  | Eddie Johnson     | 31   | 15 | 0  | 20.8 | 5.9 | 12.4 | .473  | 0.4 | 1.4 | .286 | 1.4 | 1.9 | .724  | 1.1 | 2.0 | 3.1 | 1.1  | 0.6 | 0.1 | 1.6 | 2.5 | 13.5 |
| 8  | Andrew Lang       | 24   | 63 | 18 | 18.3 | 1.7 | 3.0  | .577  | 0.0 | 0.0 | .000 | 1.5 | 2.1 | .715  | 1.8 | 3.0 | 4.8 | 0.4  | 0.3 | 2.0 | 0.7 | 2.7 | 4.9  |
| 9  | Kenny Battle      | 26   | 16 | 4  | 16.4 | 2.4 | 5.4  | .442  | 0.0 | 0.1 | .000 | 1.3 | 1.8 | .690  | 1.3 | 2.0 | 3.3 | 0.9  | 1.2 | 0.4 | 1.1 | 1.6 | 6.0  |
| 10 | Kurt Rambis       | 32   | 62 | 17 | 14.5 | 1.3 | 2.7  | .497  | 0.0 | 0.0 | .000 | 1.0 | 1.4 | .706  | 1.2 | 3.0 | 4.3 | 1.0  | 0.4 | 0.2 | 0.7 | 1.7 | 3.6  |
| 11 | Tim Perry         | 25   | 46 | 2  | 12.8 | 1.6 | 3.1  | .521  | 0.0 | 0.1 | .000 | 0.9 | 1.5 | .614  | 1.2 | 1.6 | 2.7 | 0.6  | 0.5 | 0.9 | 0.7 | 1.3 | 4.2  |
| 12 | Negele Knight     | 23   | 64 | 6  | 12.4 | 2.0 | 4.8  | .425  | 0.1 | 0.4 | .240 | 1.1 | 1.8 | .602  | 0.3 | 0.8 | 1.1 | 3.0  | 0.3 | 0.1 | 1.2 | 1.3 | 5.3  |
| 13 | Cedric Ceballos   | 21   | 63 | 0  | 11.6 | 3.2 | 6.7  | .487  | 0.0 | 0.1 | .167 | 1.7 | 2.6 | .663  | 1.2 | 1.2 | 2.4 | 0.6  | 0.3 | 0.1 | 1.1 | 1.1 | 8.2  |
| 14 | Ed Nealy          | 30   | 55 | 0  | 10.4 | 0.8 | 1.8  | .464  | 0.1 | 0.3 | .313 | 0.5 | 0.7 | .737  | 0.8 | 1.9 | 2.7 | 0.7  | 0.4 | 0.1 | 0.3 | 0.8 | 2.2  |
| 15 | Joe Barry Carroll | 32   | 11 | 0  | 8.7  | 1.2 | 3.3  | .361  | 0.0 | 0.0 |      | 1.0 | 1.1 | .917  | 0.3 | 1.9 | 2.2 | 1.0  | 0.1 | 0.7 | 1.1 | 1.6 | 3.4  |
| 16 | Ian Lockhart      | 23   | 1  | 0  | 2.0  | 1.0 | 1.0  | 1.000 | 0.0 | 0.0 |      | 2.0 | 2.0 | 1.000 | 0.0 | 0.0 | 0.0 | 0.0  | 0.0 | 0.0 | 0.0 | 0.0 | 4.0  |

### Playoffs
| Rk | Jugador           | Edad | P | PT | MP   | TC  | TCI  | %TC  | T3  | T3I | %T3  | TL  | TLI | %TL  | RO  | RD  | RT  | AS  | RB  | TAP | BP  | FP  | PTS  |
| -- | ----------------- | ---- | - | -- | ---- | --- | ---- | ---- | --- | --- | ---- | --- | --- | ---- | --- | --- | --- | --- | --- | --- | --- | --- | ---- |
| 1  | Kevin Johnson     | 24   | 4 | 4  | 36.5 | 4.0 | 13.3 | .302 | 0.3 | 1.8 | .143 | 4.5 | 7.5 | .600 | 0.5 | 2.8 | 3.3 | 9.8 | 0.5 | 0.3 | 3.0 | 2.3 | 12.8 |
| 2  | Jeff Hornacek     | 27   | 4 | 4  | 36.3 | 5.5 | 12.8 | .431 | 0.8 | 1.5 | .500 | 6.5 | 7.0 | .929 | 0.8 | 5.5 | 6.3 | 2.0 | 0.8 | 0.5 | 0.8 | 3.3 | 18.3 |
| 3  | Tom Chambers      | 31   | 4 | 4  | 35.5 | 6.8 | 16.5 | .409 | 0.0 | 1.3 | .000 | 3.5 | 4.8 | .737 | 0.5 | 5.3 | 5.8 | 2.5 | 1.8 | 1.3 | 3.0 | 3.0 | 17.0 |
| 4  | Dan Majerle       | 25   | 4 | 0  | 27.5 | 3.0 | 8.0  | .375 | 1.0 | 2.8 | .364 | 3.5 | 4.8 | .737 | 1.5 | 2.3 | 3.8 | 1.8 | 1.3 | 0.3 | 0.5 | 3.0 | 10.5 |
| 5  | Xavier McDaniel   | 27   | 4 | 4  | 25.3 | 4.3 | 10.3 | .415 | 0.0 | 0.3 | .000 | 1.0 | 1.5 | .667 | 1.0 | 2.8 | 3.8 | 1.3 | 0.0 | 0.5 | 2.5 | 2.5 | 9.5  |
| 6  | Mark West         | 30   | 4 | 4  | 23.3 | 2.3 | 3.8  | .600 | 0.0 | 0.0 |      | 1.3 | 1.8 | .714 | 2.0 | 2.5 | 4.5 | 0.5 | 0.5 | 2.5 | 0.8 | 3.8 | 5.8  |
| 7  | Negele Knight     | 23   | 4 | 0  | 14.0 | 3.3 | 6.5  | .500 | 0.3 | 0.8 | .333 | 1.3 | 1.8 | .714 | 0.3 | 0.8 | 1.0 | 2.3 | 0.3 | 0.0 | 1.0 | 1.8 | 8.0  |
| 8  | Andrew Lang       | 24   | 4 | 0  | 13.8 | 1.5 | 2.8  | .545 | 0.0 | 0.0 |      | 3.5 | 4.3 | .824 | 1.0 | 3.5 | 4.5 | 0.3 | 0.3 | 0.8 | 0.5 | 3.0 | 6.5  |
| 9  | Kurt Rambis       | 32   | 4 | 0  | 13.3 | 0.5 | 1.3  | .400 | 0.0 | 0.0 |      | 0.0 | 0.0 |      | 2.0 | 1.5 | 3.5 | 1.0 | 1.3 | 0.3 | 1.0 | 1.5 | 1.0  |
| 10 | Ed Nealy          | 30   | 2 | 0  | 10.0 | 0.5 | 2.5  | .200 | 0.0 | 0.5 | .000 | 0.0 | 0.0 |      | 1.0 | 1.5 | 2.5 | 0.0 | 0.0 | 0.0 | 0.5 | 1.0 | 1.0  |
| 11 | Cedric Ceballos   | 21   | 3 | 0  | 8.0  | 2.3 | 4.0  | .583 | 0.0 | 0.0 |      | 0.7 | 2.0 | .333 | 1.0 | 0.7 | 1.7 | 0.7 | 0.7 | 0.0 | 0.3 | 0.0 | 5.3  |
| 12 | Joe Barry Carroll | 32   | 2 | 0  | 7.5  | 2.0 | 4.0  | .500 | 0.0 | 0.0 |      | 0.0 | 0.5 | .000 | 0.0 | 0.5 | 0.5 | 1.0 | 0.0 | 0.5 | 0.5 | 0.0 | 4.0  |

## Galardones y récords
| Ganador       | Galardón                               |
| Kevin Johnson | 2.º Mejor quinteto de la NBA All-Star  |
| Dan Majerle   | 2.º Mejor quinteto defensivo de la NBA |
| Tom Chambers  | All-Star                               |